# Danuta Kowalczyk (pedagog)
Danuta Maria Kowalczyk – polska pedagog, dr hab. nauk humanistycznych, profesor nadzwyczajny Instytutu Nauk Pedagogicznych Wydziału Nauk Społecznych Uniwersytetu Opolskiego i Instytutu Pedagogiki Wydziału Nauk Historycznych i Pedagogicznych Uniwersytetu Wrocławskiego.

## Życiorys
25 lutego 2000 habilitowała się na podstawie pracy zatytułowanej Szkoła wobec doświadczeń pozaszkolnych uczniów w dobie elektronicznych środków przekazu. Pracowała w Katedrze Nauk Humanistycznych na Wydziale Wychowania Fizycznego i Fizjoterapii Politechniki Opolskiej.
Była profesorem nadzwyczajnym w Instytucie Nauk Pedagogicznych na Wydziale Nauk Społecznych Uniwersytetu Opolskiego, oraz w Instytucie Pedagogiki na Wydziale Nauk Historycznych i Pedagogicznych Uniwersytetu Wrocławskiego.